# Dumbella Duck
Dumbella Duck, in het Engels Della Duck, is een personage uit de wereld rond Duckstad. Ze is de tweelingzus van Donald Duck en de moeder van Kwik, Kwek en Kwak.
In de verhalen rond de familie Duck en de clan McDuck is Dumbella lange tijd een onzichtbaar personage gebleven. Ze kwam in de strips van Carl Barks nog nergens in beeld, maar wel werd haar naam hier af en toe genoemd. In Don Rosa's verhaal De rijkste eend ter wereld (1994) (onderdeel van de reeks De jonge jaren van Oom Dagobert) is ze voor het eerst te zien, als klein meisje van ongeveer 10 jaar. Ook in het verhaal Guus de Pechvogel (1998) is ze te zien.

## Herkomst

### VoorDucktales
Dumbella Duck werd voor het eerst genoemd in de Amerikaanse Donald Duck strip uit 1938, waarin ze in een brief aan Donald laat weten dat ze haar zoons bij hem laat wonen. In deze brief werd ze "Nicht Dumbella" genoemd. De tweede keer dat ze genoemd werd was in de tekenfilm Donald's Nephews uit 1938, waarin ze wederom in een brief aan Donald laat weten over de komst van haar zonen Kwik, Kwek en Kwak. In deze tekenfilm werd Dumbella echter de zus van Donald genoemd.
Dumbella kwam voor als kind in het verhaal "De Rijkste eend ter wereld" uit serie "De jonge jaren van Oom Dagobert", waarin zij en Donald identieke matrozenpak dragen. Ze is daarna ook toegevoegd aan de Duck familie stamboom van Don Rosa.
In een speciaal bewaarnummer voor abonnees van juni 2014 wordt dieper ingegaan op haar achtergrond na een vraag van Kwik, Kwek en Kwak aan hun oom Donald. Het blijkt dat Dumbella een onverschrokken durfal is en hard heeft gestudeerd om haar doelen te halen. Zo was ze de eerste vrouw die de oceaan is overgevlogen, als testpilote. Ze had Donald gevraagd een weekendje op haar kinderen te passen in verband met een ruimtevlucht met de allereerste raket. Na haar lancering vloog Dumbella met de snelheid van het licht de ruimte in. Willie Wortel slaagt er dankzij een speciale uitvinding in om contact met haar te maken, tot grote vreugde van Kwik, Kwek en Kwak. Voor haar gevoel is Dumbella op dat moment slechts een kwartier onderweg, terwijl ze in werkelijkheid al jaren onderweg is. Haar opdracht is om te blijven vliegen tot de tank halfleeg is voor ze terug mag keren. Verder zegt ze geen dag zonder haar kinderen te kunnen. Het valt haar op dat Kwik, Kwek en Kwak wel heel erg op haar eigen kinderen lijken, alleen wat ouder. Om haar niet ongerust te maken, zeggen Kwik, Kwek en Kwak tegen hun moeder dat ze Loekie, Joost en Victor heten. Bedroefd nemen ze weer afscheid van haar.

### Ducktales(2017 - 2021)
Dumbella speelt een grotere rol in de reboot van DuckTales (2017). In deze serie wordt Dumbella afgebeeld als een ervaren piloot en dappere avonturier die samen met haar tweelingbroer Donald en Oom Dagobert op avontuur gaan. Ze is voor het eerst te zien in de eerste aflevering op een schilderij dat ontdekt wordt door Kwek, waarin ze wordt afgebeeld in een gevecht met piraten, samen met Donald en Dagobert. De ontdekking start een zoektocht dat een centrale mysterie vormt in het eerste seizoen.
Dumbella werd voor het eerst getoond in de aflevering "De laatste vlucht van de zonnejager!", waarin Kwik, Kwek en Kwak het verhaal leren rond haar verdwijning. Dagobert bouwde een prototype ruimteschip als een cadeau, maar Dumbella lanceerde het schip en raakte in een cosmische storm terecht. Dagobert start een grootschalige en dure zoektocht, maar zonder succes.
In de DuckTales seizoen 1 finale ("Ducks laten zich niet kisten!") heeft Dumbella voor het eerst een sprekende rol, waarin te zien is dat ze de storm overleefd heeft en in haar ruimteschip leeft. Dumbella komt veelzijdig voor in het tweede seizoen. In de aflevering "Verleden Kerst!" reist Kwek terug in de tijd en komt een jongere versie van Dumbella en Donald tegen.
In februari 2019, begon Disney met het promoten van de eerste aflevering die volledig op Dumbella gefocust was. De aflevering zou volledig onthullen wat met het personage was gebeurd sinds haar verdwijning. De aflevering, genaamd "Wat is er met Dumbella Duck gebeurd?!" werd op 9 maart in de VS getoond. De Amerikaanse website The A.V. Club beschreef de aflevering als "spannend, tragisch, krachtig en bepalend" en dat het tot het hart van haar personage komt voordat de titel verschijnt. Entertainment Weekly heeft de aflevering toegevoegd in hun 30 beste televisie afleveringen van 2019. Later keert Dumbella terug naar de aarde, waar ze moeite heeft om te verbinden met haar zonen omdat ze geen ervaring heeft als moeder. In de seizoens finale vallen de buitenaardse wezens van de maan de aarde aan met onderdelen van Dumbella's raket. Hoewel ze eerst probeert haar kinderen uit het gevecht te houden, overtuigt Donald haar om ze mee te laten helpen om terug te vechten tegen de invasie.
De originele stem van Dumbella Duck werd in DuckTales ingesproken door Paget Brewster. De Nederlandse stem werd ingesproken door Nathalie van Gent (seizoen 1) en Lottie Hellingman (seizoen 2 & 3).